# ورچوئا فایتر (مجموعه بازی)
ورچوئا فایتر (به ژاپنی: バーチャファイター) یک سری بازی ویدئویی ۳دی به سبک مبارزه‌ای که توسط استودیو شرکت سگا، ای‌ام-۲ و طراح آن یو سوزوکی در سال ۱۹۹۳ ساخته شده‌است. ورچوئا فایتر به طور گسترده‌ای به عنوان اولین بازی مبارزه‌ای سه‌بعدی که تاکنون ساخته شده است به شمار می‌رود. تا به حال پنج نسخه اصلی و چندین قسمت اسپین-آف از این عنوان منتشر شده‌است.